# Юрий Иваников
Юрий Кирилов Иваников е български футболист, полузащитник. Висок е 170 см и тежи 74 кг. Играл е за Вихрен, Пирин, Черноморец, Видима-Раковски и Беласица. Полуфиналист за купата на страната през 1997 с Пирин и през 2000 г. с Черноморец.

## Статистика по сезони
- Вихрен - 1993/пр. - В група, 7 мача/11 голa
- Вихрен - 1993/94 - Б група, 18/10
- Пирин - 1994/95 - А група, 16/10
- Пирин - 1995/96 - Б група, 19/11
- Пирин - 1996/97 - Б група, 21/9
- Пирин - 1997/98 - Б група, 28/12
- Пирин - 1998/99 - А група, 21/17
- Черноморец - 1999/00 - А група, 24/9
- Черноморец - 2000/01 - А група, 19/7
- Черноморец - 2001/02 - А група, 23/13
- Черноморец - 2002/03 - А група, 17/12
- Видима-Раковски - 2003/ес. - А група, 15/7
- Видима-Раковски - 2005/пр. - А група, 3/1
- Беласица - 2005/ес. - А група, 6/3